# 目斗嶼女鬼
目斗嶼女鬼，是台灣民間傳說中出現在澎湖目斗嶼的女鬼，外表很漂亮，但沒有人知道她的來歷。

## 傳說

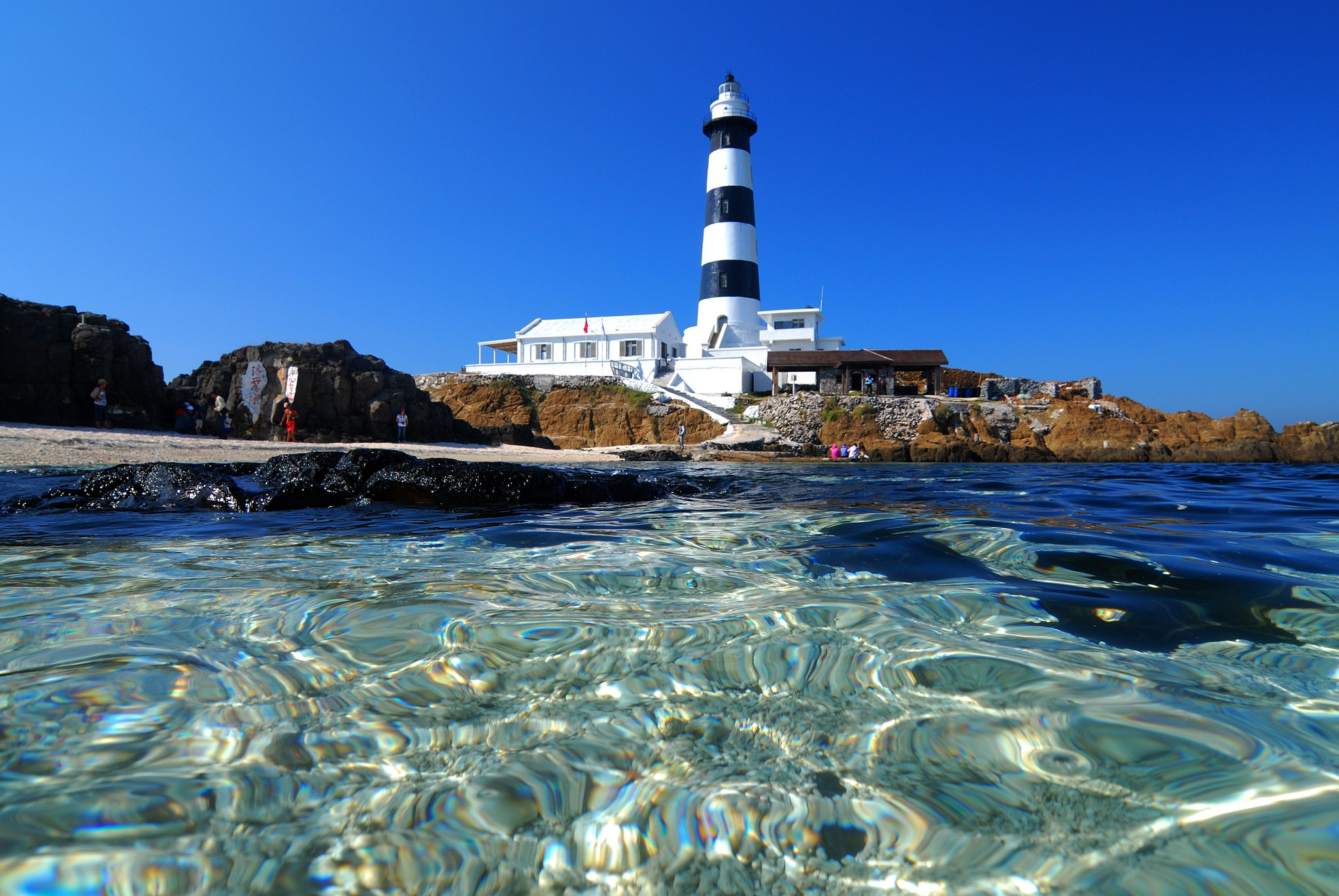
女鬼出沒的目斗嶼燈塔

有關女鬼的傳聞都是來自上面的燈塔職員，據說她會出現在職員的宿舍中，讓他們大半夜突然醒過來並目擊到她，但她不會害人。據說在日治時期時，有人不信傳聞而登島調查，但不僅沒有發現任何可能會被誤認成女鬼的東西，當晚還莫名驚醒並目擊到對方，然後女鬼隨即消失。

## 外表
根據採集到的證言，女鬼的外表應該是看起來年約25歲左右、盤著圓髻的美麗女性。

## 來歷
因為目斗嶼上沒有人居住，有人認為女鬼很有可能是遭遇船難而出現在島上、不會傷害人的陸鬼。隨著日治時期結束，女鬼的傳聞也就逐漸消失了。